# كارو كادوهارا
كارو كادوهارا (門原 かおる) (مواليد 25 مايو 1970)، هي لاعبة كرة قدم كانت تلعب كلاعب وسط. ولعبت مع منتخب اليابان لكرة القدم للسيدات.

## وصلات خارجية
- كارو كادوهارا على موقع الاتحاد الدولي (مؤرشف)  (الإنجليزية)
- كارو كادوهارا على موقع قاعدة بيانات كرة القدم.إي يو (الإنجليزية)
- كارو كادوهارا على موقع Soccerway.com (الإنجليزية)
- كارو كادوهارا على موقع عالم كرة القدم.نت (الإنجليزية)
- كارو كادوهارا على موقع اللجنة الأولمبية الدولية (الإنجليزية)
- كارو كادوهارا على موقع أوليمبيديا (الإنجليزية)